# Batteries Included
Batteries Included était une entreprise vendant des logiciels et du matériel informatique. La société était basée dans la région de Toronto. Cette société a mis au point des produits pour Apple II, pour les Atari 8-bits, Atari ST, Commodore 64 et MS-DOS. La société était surtout connue dans les années 1980 pour son logiciel de traitement de texte très populaire, PaperClip , disponible sur Atari 8-bits et sur Commodore 64. Cette société a été acquise par Electronic Arts en 1987.

## Histoire
Batteries Included a été fondée par les frères Alan Krofchick, Robbie Krofchick et Marcie Swartz en 1978 et effectuait des ventes au détail d’ordinateurs personnels. Les appareils électroniques portatifs vendus alors étaient toujours accompagnés du message "piles non incluses", contrairement à Batteries Included qui fournissait les piles avec les appareils, ce qui a engendré le nom de la société (qui signifie "piles incuses" en français). La société a commencé à développer ses propres logiciels et matériels informatiques et est devenue une société aux multiples facettes, dotée de plusieurs millions de dollars de capital, qui se fraye un chemin sur le marché international des logiciels et des accessoires informatiques. Michael Reichmann (en) a rejoint la société à ses débuts avant d'en devenir le président au milieu des années 1980.
Le premier magasin de la société a été ouvert à Toronto. Les sièges sociaux ont ensuite été déplacés à Richmond Hill, en Ontario. La société avait également un bureau satellite en Californie. À son apogée, BI employait plus de 60 personnes. 
Batteries Included a été acheté par Electronic Arts en 1987, qui a annulé la plupart des projets de l'entreprise à venir mais a continué à commercialiser des produits sous le nom Batteries Included. 

## Produits

### PaperClip
PaperClip, le produit phare de la société, a été lancé pour la première fois sur le Commodore PET en 1982, puis sur les systèmes Commodore 64 et Atari 8 bits. Le traitement de texte a été développé par Steve Douglas, qui a noué une relation amicale avec les propriétaires de Batteries Includes, Robbie et Alan Krofchick, par l’intermédiaire du magasin de vente au détail. PaperClip est devenu l’un des programmes de gestion de la maison les plus vendus, atteignant la première place du classement "Le meilleur logiciel d’ordinateur de Billboard" et passera plus de 70 semaines sur ces diagrammes. En 1986, Batteries Included sort PaperClip II sur Commodore 128. peu après l'acquisition de Batteries Included, en 1987, EA sortira PaperClip III

### HomePak
En 1984, Batteries Included a lancé la suite logiciels intégrés, HomePak, combinant des modules de traitement de texte, de base de données et de communication en une seule application.